# Mae Azango
Mae Azango là một nhà báo người Liberia viết cho FrontPage Africa. Bà đặc biệt được biết đến với các báo cáo về cắt âm vật (FGM), giúp đình chỉ việc thực hành trong cả nước. Năm 2012, bà được trao Giải thưởng Tự do Báo chí Quốc tế của Ủy ban Bảo vệ Nhà báo.

## Cuộc sống ban đầu
Azango là con gái của Robert GW Azango, một Phó Tư pháp của Tòa án Tối cao Liberia. Năm 1990, trong cuộc Nội chiến Liberia đầu tiên, ông bị lôi ra khỏi nhà trong bữa sáng và bị đánh đập bởi các thành viên của Mặt trận Yêu nước Quốc gia của Charles Taylor, sau đó chết trong tù vì thương tích.
Mae Azango sinh đứa con đầu lòng trong chiến tranh vào năm 18 tuổi. Buộc phải sử dụng một nữ hộ sinh truyền thống, Azango tuyên bố rằng nữ hộ sinh mê tín đã đánh đập bà trong khi sinh và cáo buộc bà là một người đàn bà ngoại tình. Azango sau đó trở thành người tị nạn.

## Báo chí
Azango trở lại Liberia vào năm 2002 và bắt đầu làm báo. Các chủ đề báo cáo của bà bao gồm phá thai, khai thác bất hợp pháp, hiếp dâm, mang thai ở tuổi vị thành niên và điều kiện làm việc trong các dự án được tài trợ ở Liberia bởi nhà cai trị Libya Muammar Gaddafi. Năm 2011, bà đã ghi lại hành vi cưỡng hiếp bé gái 13 tuổi của một cảnh sát, khiến ông ta bị bắt sau đó.

## Báo cáo về cắt bỏ bộ phận sinh dục nữ
Azango nổi tiếng với báo cáo về FGM, một thông lệ truyền thống trong đó âm vật và một phần của môi âm hộ bị cắt cụt, thường trong điều kiện mất vệ sinh, bởi các thành viên của xã hội bí mật Sande. Ước tính 58% phụ nữ Liberia đã trải qua một số hình thức của thủ tục này. Azango đã viết câu chuyện đầu tiên của mình về chủ đề này vào năm 2010. Giải thích về sự lựa chọn của mình để viết về chủ đề "cấm kỵ", bà nói, "Rất nhiều người không có tiếng nói. Nếu tôi không viết về nó, mọi người sẽ biết về nó như thế nào? " 
Vào ngày 8 tháng 3 năm 2012 — Ngày Quốc tế Phụ nữ — bà đã xuất bản một câu chuyện trên FrontPage Africa kể về một người phụ nữ bị bắt giữ bởi năm người phụ nữ khác trong khi âm vật của bà bị cắt cụt. Câu chuyện chi tiết thủ tục, mà Sande coi là bí mật. Tờ báo đã nhận được rất nhiều lời đe dọa vào ngày mà câu chuyện xuất hiện mà biên tập viên của Azango, Wade Williams, đã gọi để bảo bà đi trốn. Các mối đe dọa bao gồm rằng bản thân Azango sẽ bị "bắt và cắt". Sau khi cảnh sát địa phương không hành động chống lại các mối đe dọa, Azango đã trốn vào nhà, gửi bà con gái chín tuổi của mình đến ở cùng người thân.
Ủy ban Bảo vệ Nhà báo (CPJ), một tổ chức phi chính phủ có trụ sở tại Hoa Kỳ, kêu gọi tổng thống Liberia Ellen Johnson Sirleaf ban hành bảo vệ Azango và đảm bảo an toàn cho bà. Tổ chức Ân xá Quốc tế và Phóng viên Không Biên giới cũng đưa ra các tuyên bố hỗ trợ, cũng như Trường Báo chí Columbia  và Liên đoàn Nhà báo Quốc tế. Nhà báo phát thanh Tetee Gebro của đài Liberia Sky FM đã phát sóng một phiên bản câu chuyện của Azango trong một chương trình đoàn kết.
Trước khi kết thúc tháng, một phần do áp lực trong nước và quốc tế gây ra bởi vụ việc, chính phủ của Sirleaf tuyên bố đã đồng ý với các nhà lãnh đạo truyền thống rằng việc thực hành FGM sẽ chính thức bị đình chỉ. Tuyên bố này là lần đầu tiên các chính trị gia Liberia công khai chỉ trích việc thực hành FGM.

## Giải thưởng
Vào năm 2011, Azango đã giành được một khoản trợ cấp từ Trung tâm Pulitzer về Báo cáo Khủng hoảng có trụ sở tại Hoa Kỳ cho công việc của bà về "những câu chuyện được báo cáo" trong "báo chí phát triển và quan tâm của con người".
Sau cuộc tranh cãi FGM, Azango đã được công bố là người chiến thắng Giải thưởng Tự do Báo chí Quốc tế CPJ 2012. Giải thưởng công nhận các nhà báo thể hiện sự can đảm trong việc bảo vệ tự do báo chí mặc dù phải đối mặt với các cuộc tấn công, đe dọa hoặc cầm tù.
Cũng trong năm 2012, Azango đã giành được một trong những Nhà báo Canada cho Giải thưởng Tự do Báo chí Quốc tế của Free Expression. Các giải thưởng được trao hàng năm cho các nhà báo đã thể hiện cam kết của họ đối với nhân quyền và báo cáo trung thực, và những người đã vượt qua những trở ngại to lớn trong công việc của họ. Giải thưởng được trao tại Gala CJFE: Một đêm để tôn vinh báo cáo can đảm này đã được tổ chức tại Toronto, Canada.